# Округ Спокен (Вашингтон)
Округ Спокен (енгл. Spokane County) је округ у америчкој савезној држави Вашингтон.

## Демографија
По попису из 2010. године број становника је 471.221, што је 53.282 (12,7%) становника више него 2000. године.
| Група             | 2000.           | 2010.           |
| Белци             | 375.427 (89,8%) | 408.629 (86,7%) |
| Афроамериканци    | 6.659 (1,6%)    | 8.056 (1,7%)    |
| Азијати           | 7.870 (1,9%)    | 9.957 (2,1%)    |
| Хиспаноамериканци | 11.561 (2,8%)   | 21.260 (4,5%)   |
| Укупно            | 417.939         | 471.221         |